# Heleneholms gymnasium
Heleneholms gymnasium (tidigare Heleneholmsskolan) är en gymnasieskola i Malmö, belägen som en del av ett större, sammanhängande, kvarvarande skolområde i stadsdelen Heleneholm. På skolan bedrevs gymnasial utbildning från 1985 till juni 2013, då utbildningar flyttades till Frans Suells och Jörgen Kocks gymnasium (Värnhemsskolan) och till Nya Malmö latin. Gymnasieskolan öppnade åter hösten 2020 som ersättare till Norra Sorgenfri gymnasium.

## Historik
Mellan 1960 och 1962 påbörjades uppbyggnaden av det stora utbildningskomplexet i Heleneholm med bland annat de sammanbyggda Heleneholmskolan, Munkhätteskolan och dåvarande Lärarhögskolan i Malmö, ritat av Carl Nyrén i modernistisk byggnadsstil i två plan med atriumgårdar och konstverk. Heleneholmskolan har genom åren i olika perioder fungerat som fackskola, grundskola och gymnasieskola. Genom sin sammanhängande närhet till Lärarhögskolan kom den sedan starten att fungera som en del av den tidens lärarutbildnings pedagogiska nytänkande och ofta praktikplats för dess lärarkandidater (Lärarhögskolan omlokaliserades 2005). År 1965 tilldelades skolkomplexet Kasper Salin-priset för sin arkitektur.
Heleneholmskolan hade med sin stora teaterbyggnad och aula redan från början också en kulturprägel med Heleneholmskolans Teaterförenings livaktiga verksamhet. Vid mitten av 1980-talet omvandlades skolan till ren gymnasieskola med estetiska kulturutbildningar inom bland annat teater, musikal och musik. På skolan har ett flertal blivande kända kulturpersoner gått, till exempel skådespelarna Eva Remaeus, Sissela Benn, Stellan Skarsgård, Lars-Göran Ragnarsson, Julia Ragnarsson och Niki Gunke Stangertz, regissören Ronny Danielsson, sångarna och musikerna Sanna Nielsen, Pauline Kamusewu, Vivian Buczek, Ellen Benediktson, Sanna Johansson, Claudia Campagnol, Björn Afzelius och medlemmarna i gruppen Calaisa och författararen Staffan Bjerstedt.